# Select Society
A Select Society foi um clube fundado em Edimburgo em 1754 pelo pintor Allan Ramsay com o objectivo de fomentar a troca de ideias entre os membros, uma elite intelectual escocesa que contribuiu para o movimento intelectual do século XVIII que ficou conhecido como o Iluminismo. Entre a lista dos 32 membros originais encontram-se nomes como os de William Robertson, John Home, David Hume, Adam Smith, Lord Monboddo, Alexander Carlyle e Hugh Blair. 
Durante 10 anos foi o fórum central da literatura e da ciência na cidade de Edimburgo, ao qual pertenceram médicos, arquitectos, oficiais militares, mercadores, magistrados e advogados, sacerdotes presbiterianos.
Foi dissolvida em 1763, tendo sido sucedida pela Edinburgh Society for Encouraging Arts, Sciences, Manufactures and Agriculture in Scotland.